# Rafael Correa de Saa
Rafael Antonio Correa de Saa y Lazón (Santiago de Chile, 25 de octubre de 1772-4 de agosto de 1843), fue un destacado político y servidor público chileno del siglo XIX.

## Biografía

### Su familia

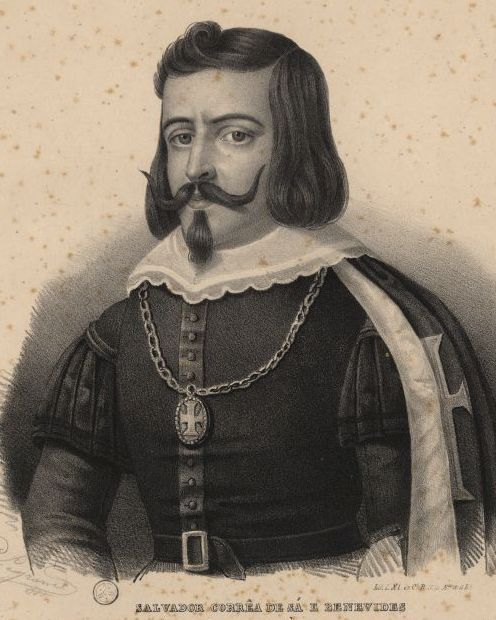
Salvador Correia de Sá e Benevides

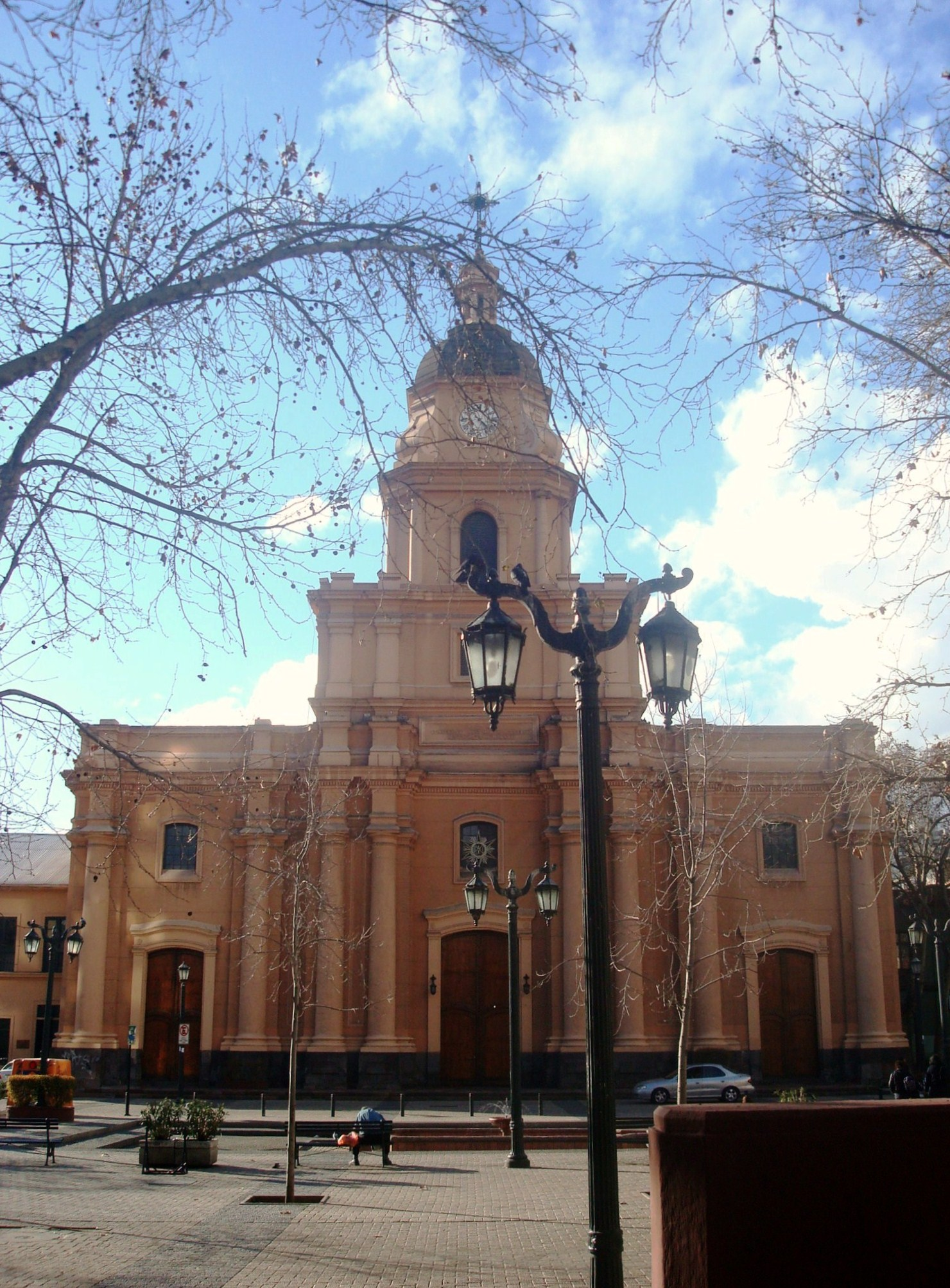
Iglesia de Santa Ana.

Hijo de Roque Correa de Saa y Peñalosa, capitán de navío de la Real Armada Española y bachiller en Artes de la Real Universidad de Córdoba del Tucumán, además de acérrimo partidario de la monarquía, y de Teresa Seferina de Lazón y Sotomayor, fue bautizado en la iglesia parroquial de Santa Ana de Santiago, el 26 de octubre de 1772, con los nombres de Rafael Antonio, y fueron sus padrinos de óleo sus tíos Manuel José García de San Roque y María del Pilar de Lazón y Sotomayor, a su vez, tía del recién nacido.
Fue también hermano del patriota y parlamentario chileno Carlos Correa de Saa y Lazón. Primo hermano del político argentino Buenaventura de Arzac y Correa de Saa y sobrino de los militares argentinos José Félix Correa de Saa y Zorraindo y José Ignacio Correa de Saa y Zorraindo. Rafael fue nieto del general de los Reales Ejército de Su Majestad Española José Correa de Saa y Pardo-Parraguez, corregidor y justicia mayor de la provincia de Cuyo.
Perteneció a la antigua, noble y poderosa familia portuguesa de su apellido asentada en Brasil, Argentina, Perú y Chile, donde destaca el célebre almirante y general portugués Salvador Correia de Sá e Benevides (antepasado de toda esta familia).

## Vida pública

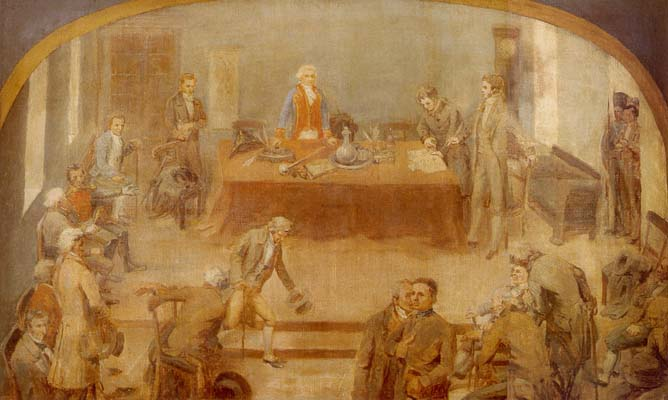
Primera Junta de Gobierno.

Asistió al Cabildo Abierto del 18 de septiembre de 1810. Se enroló en el ejército patriota, transformándose en uno de los próceres de la Independencia, “...se hizo distinguir entre los más conspicuos propulsores de la revolución emancipadora...”. Como oficial de Aduanas firmó el Reglamento Constitucional de 1812. Estuvo a cargo de la formación del Reglamento de Libre Comercio de 1813 y del Plan de Hacienda de 1817. 

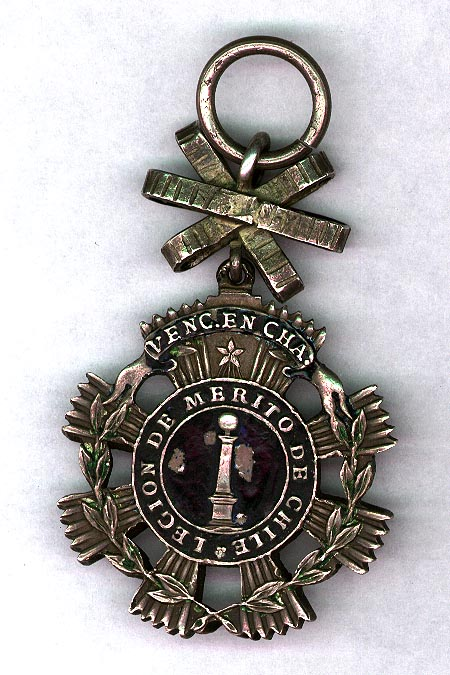
Anverso de la primera versión de la Legión de Mérito de Chile.

Oficial de la Legión de la Orden del Mérito de Chile, nombrado por Bernardo O’Higgins el 14 de julio de 1818. Miembro del Gran Consejo de la Orden y su tesorero.
Contador mayor de Hacienda, y en tal calidad miembro de las comisiones permanentes Militar y de Hacienda en el Congreso Constituyente de 1823. Nombrado, por decreto supremo, ministro de Hacienda en 1825, se excusó de aceptar el cargo, pero al día siguiente y ante la insistencia del director supremo de Chile, aceptó finalmente. Tuvo además a su cargo la cartera de Marina el mismo año y fue luego ministro titular de los dos ministerios dichos por orden del director supremo de la nación. Fue director supremo delegado en los ministerios de Hacienda, Marina, Interior y Relaciones Exteriores.
Elegido diputado por Rancagua en 1826, fue, en esta calidad, miembro de la Comisión Permanente de Gobierno de la Cámara Baja. Senador de la República desde 1840 a 1849, integró la Comisión Permanente de Hacienda y Artes.
Durante el Gobierno de José Joaquín Prieto volvió a ser titular de Hacienda (1841). 
Su residencia en Santiago fue una gran casona colonial de tres patios, ubicada en la calle de los Huérfanos, frente al convento de La Merced, y que fue rematada por su hijo mayor, Juan de Dios. Fue también propietario de la hacienda El Peral, en la provincia de Santiago, que contaba con 1.000 cuadras de terreno, 15.000 vides y 2.700 cabezas de ganado.
Testó ante el notario Aráoz en 1836 y falleció en 1843. Sus restos fueron sepultados en el mausoleo familiar del Cementerio General de Santiago bajo el siguiente epitafio:

"Aquí descansan los restos de D. Rafael Correa de Saá. Falleció el 4 de agosto de 1843, a los 66 años de su edad. Su muerte fue la del filósofo cristiano. Su numerosa y desconsolada familia que le vio cerrar los ojos para no abrirse más, recibió una lección edificante."

"Fue patriota esclarecido. Sus talentos, méritos y probidad, le elevaron dos veces al Ministerio de Hacienda. Fue elegido Senador de la República en diferentes legislaturas y nombrado Jefe de la Contaduría Mayor."

## Descendencia
Había casado con María de las Mercedes Martínez y Ferraz de Torres,, hija legítima del hidalgo español Juan Manuel Martínez de Castilla y Fuentes, originario de la Isla de León (actualmente San Fernando, Cádiz), miembro de un noble linaje granadino, y de Juana Ferraz de Torres y Ugarte, de Santiago de Chile. Entre los hijos de este matrimonio destaca Juan de Dios Correa de Saa y Martínez, presidente del Senado de la República de Chile en 1867, José Domingo Correa de Saa y Martínez y Luis Correa de Saa y Martínez, ambos diputados de la República de Chile.
Hijos del matrimonio Correa de Saa y Martínez, todos nacidos en Santiago de Chile, fueron:
- 1. Juan de Dios Correa de Saa y Martínez, c.c. María Nicolasa de Toro-Zambrano y Dumont de Holdre,[1] IV condesa de la Conquista y IV señora del Mayorazgo Toro-Zambrano en Santiago de Chile, con descendencia Correa de Saa Blanco, Correa de Saa Larraín, Correa de Saa Andía-Irarrázabal, Correa de Saa Sanfuentes, Correa de Saa Roberts, Ovalle Correa de Saa, Rodríguez Correa de Saa, Pardo Correa de Saa, Vicuña Correa de Saa y Andía-Irarrázabal Correa de Saa.
- 2. Juan Manuel Tiburcio de Santa Clara Correa de Saa y Martínez.
- 3. José Domingo de la Cruz Correa de Saa y Martínez, diputado de la República de Chile, c. 1m. c. Rosa Luco y Fernández de Leiva; c. 2m. c. Manuela Luco y Fernández de Leiva.
- 4. María de la Cruz Correa de Saa y Martínez, c.c. Luis Francisco Avaria y Santelices.
- 5. Carlota Correa de Saa y Martínez, c.c. Manuel Rafael Tagle y Gamboa, con sucesión Tagle Correa de Saa, Valdivieso Tagle, etc.
- 6. María de las Mercedes Antonia Correa de Saa y Martínez, c.c. Gumercindo Claro y de la Cruz, c.s. Claro Correa de Saa, etc.
- 7. Luis Correa de Saa y Martínez, diputado de la República de Chile, c.c. María Mercedes Fontecilla y Tagle, con descendencia Correa de Saa Fontecilla, Correa de Saa Valdivieso, Velasco Correa de Saa, Tagle Correa de Saa, etc.
- 8. Federico Casimiro Correa de Saa y Martínez, c.c. María de las Mercedes Valdivieso y Morandé.
- 9. Rafael de la Cruz Alejandro Correa de Saa y Martínez, c. en Quito, Ecuador, c. Juana Soberón y de la Barrera, con descendencia Correa Soberón.
- 10. José Manuel Correa de Saa y Martínez.
- 11. José Joaquín Correa de Saa y Martínez, c.c. María Francisca Echagüe y Tocornal, con descendencia Correa de Saa Echagüe, Correa de Saa Muñoz.
- 12. Cesárea del Carmen Correa de Saa y Martínez, c.c. Ramón Prieto y Novajas, con sucesión Prieto Correa de Saa, Valenzuela Prieto, etc.
- 13. José Santiago Eustaquio Mateo Correa de Saa y Martínez.
- 14. María de la Luz Correa de Saa y Martínez.
- 15. Juana Bautista María del Corazón de Jesús Dorotea Correa de Saa y Martínez.
- 16. José Santiago Eustaquio Mateo Correa de Saa y Martínez.

Entre sus descendientes consta su quinto nieto Rafael Correa Delgado, presidente de la República del Ecuador, de la siguiente manera:
- I. Rafael Correa de Saa y Lazón 1772-1843, casado con María de las Mercedes Martínez y Ferraz de Torres, padres de:
- II. Rafael de la Cruz Alejandro Correa de Saa y Martínez, casado con Juana Soberón y de la Barrera. Hijo:
- III. Rafael María Correa Soberón, de Quito, Pichincha, Ecuador, casado con María de los Dolores Espinosa, de Ambato, Tungurahua, Ecuador. Hijo:
- IV. Rafael María Correa Espinosa, 1886-1932. Casado con Victoria Jurado Pérez, 1870-1960. Hijo:
- V. Rafael Antonio Correa Jurado, El Palmar, Babahoyo, Los Ríos, Ecuador, 1905-24 de mayo de 1964. Contrajo matrimonio con Sara Icaza Mora, Guayaquil, Ecuador, 10 de junio de 1914-Guayaquil, Ecuador, 8 de noviembre de 1988. Hijo:
- VI. Rafael Correa Icaza, Los Ríos, Ecuador, 23 de marzo de 1934-Guayaquil, Ecuador, 10 de junio de 1995. Casado con Norma Delgado Rendón, Vinces, Los Ríos, Ecuador, 1 de septiembre de 1939, hija de Simón Valentín Delgado Cepeda, Guayaquil, Ecuador, 16 de febrero de 1905-?, y de (7 de diciembre de 1928) María de la Luz Isabel Rendón Rendón, 1908-? (padres de Josefina, Norma, Eleonore, Eduardo, César y Gustavo), nieta paterna de Simón Delgado Gutiérrez, de Montecristi, y de Susana Cepeda López, de Guayaquil (padres de Washington, casado con Isabela Reyna Andrade, Simón Valentín, Julio César, Graciela y Hugo, de Guayaquil, 4 de julio de 1921), y bisneta de ... Delgado López (hermano de María de la Natividad Delgado López, madre de José Eloy Alfaro Delgado) y de ... Gutiérrez. Hijos: Fabrizio, Rafael y Pierina:
- VII. Rafael Correa Delgado, presidente de la República del Ecuador.